# DDoS

Atak DDoS przy użyciu narzędzia Stacheldraht

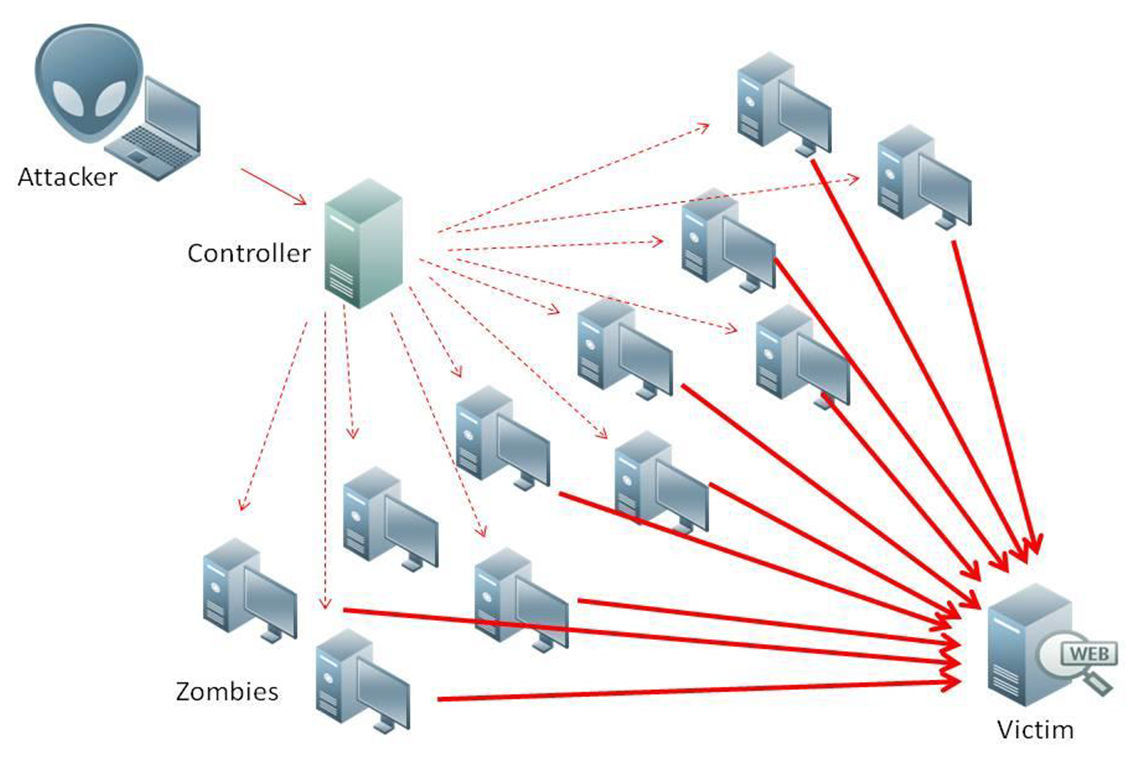
Ilustracja przedstawiająca atak DDoS

DDoS (ang. distributed denial of service, rozproszona odmowa usługi) – atak na system komputerowy lub usługę sieciową w celu uniemożliwienia działania poprzez zajęcie wszystkich wolnych zasobów, przeprowadzany równocześnie z wielu komputerów (np. zombie).
Atak DDoS jest odmianą ataku DoS polegającą na zaatakowaniu ofiary z wielu miejsc jednocześnie. Do przeprowadzenia ataku służą najczęściej komputery, nad którymi przejęto kontrolę przy użyciu specjalnego oprogramowania (różnego rodzaju tzw. boty i trojany). Na dany sygnał komputery zaczynają jednocześnie atakować system ofiary, zasypując go fałszywymi próbami skorzystania z usług, jakie oferuje. Dla każdego takiego wywołania atakowany komputer musi przydzielić pewne zasoby (pamięć, czas procesora, pasmo sieciowe), co przy bardzo dużej liczbie żądań prowadzi do wyczerpania dostępnych zasobów, a w efekcie do przerwy w działaniu lub nawet zawieszenia systemu.
Groźba ataku DDoS bywa czasami używana do szantażowania firm, np. serwisów aukcyjnych, firm brokerskich i podobnych, gdzie przerwa w działaniu systemu transakcyjnego przekłada się na bezpośrednie straty finansowe firmy i jej klientów. W takich przypadkach osoby stojące za atakiem żądają okupu za odstąpienie od ataku lub jego przerwanie. Szantaż taki jest przestępstwem.

## Przykładowe ataki
Przykładem ataku DDoS był atak wirusa Mydoom 1 lutego 2004 na serwery firmy SCO oraz 3 lutego 2004 na serwery firmy Microsoft. Dwa razy w historii celem ataku stało się 13 głównych serwerów DNS obsługujących tłumaczenie nazw domen na adresy IP. Pierwszy atak miał miejsce 21 października 2002 roku, powodując blokadę dziewięciu z nich, zaś drugi – 6 lutego 2007, kiedy z sześciu atakowanych serwerów zablokowane zostały dwa. W Polsce w dniach od 30 listopada do ok. 3 grudnia 2006 miał miejsce atak na portal Gazeta.pl. Innym głośnym celem ataków DDoS stał się w maju 2007 serwis policja.pl – według spekulacji prasowych, miało to być odwetem za policyjny nalot na jeden z serwisów udostępniających napisy do filmów w Internecie. 18 sierpnia 2010 roku miał miejsce atak na stronę ukraińskiego 5 Kanału.
W związku z planowanym podpisaniem przez Polskę porozumienia ACTA, 21 stycznia 2012 około godziny 19:00 rozpoczął się szereg ataków na strony polskich instytucji parlamentarnych i rządowych. Do ataku przyznała się grupa Anonymous. To, czy pierwsze problemy (przestała działać strona Sejmu) były wynikiem DDoS, nie jest do końca jasne. Mogła to być zwykła usterka techniczna, niezwiązana z działalnością hakerów. Po ich wystąpieniu w Sieci zaczęły krążyć niepotwierdzone informacje, co mogło wywołać efekt ataku DDoS w sposób naturalny (duża liczba internautów sprawdzających, czy strona rzeczywiście nie działa). Rzecznik Rządu podał, że przyczyną późniejszych problemów ze stroną MKiDN mogło być duże zainteresowanie treścią porozumienia, które zostało zamieszczone na serwerach ministerstwa w pliku PDF o wielkości ponad 20 MB, zawierającym zeskanowany oryginał dokumentu. Później jednak przestały działać witryny innych ministerstw i instytucji rządowych, czego najbardziej prawdopodobną przyczyną jest właśnie atak DDoS. Przemawia za tym również fakt, że wkrótce po tym, jak rzecznik rządu Paweł Graś zaprzeczył doniesieniom na temat ataku hakerskiego, przestała działać jego strona WWW.
W 2015 oraz 2016 roku były również przeprowadzone ataki na gry online w całej Europie. Dobrym tego przykładem jest chociażby atak na stronę Stardoll, która wówczas miała zarejestrowanych 400 mln użytkowników oraz zapisy kart kredytowych z dokonywanych opłat za doładowania. Strona podobno zawieszała się, konta były hakowane, a na stronie głównej były wyświetlane obrazki erotyczne lub włączały się piosenki Beyoncé.
Najsilniejszy odnotowany potwierdzony DDoS w polskim internecie miał miejsce 21 lipca 2024. Indywidualny użytkownik usługi Neostrada padł ofiarą ataku o sile 586.5 Gbps (gigabitów na sekundę). Atak nie miał wpływu na sieć i infrastrukturę operatora.